# ハーパーズ・フェリー (アイオワ州)
ハーパーズ・フェリー（英: Harpers Ferry）は、アメリカ合衆国のアイオワ州にある都市。人口は2000年国勢調査時で330人。
1950年には252人の住民がいた。

## 地理
国勢調査局によると総面積は1.6平方キロ（0.6平方マイル）で、うち陸地が1.6平方キロ（0.6平方マイル）を、総面積の3.17%にあたる0.1平方キロ（0.04平方マイル）を水域が占める。

## 人口動態
2000年の国勢調査時点で、この市には330人、166世帯、110家族が暮らしている。人口密度は1平方キロあたり208.9人で、平方マイルに換算すると539.7人となる。住居数は560軒で、1平方キロに平均354.5軒（1平方マイルあたりでは915.9軒）が建っていることになる。住民のうち白人は98.18%、ネイティブ・アメリカンは1.21%、混血は0.61%、ヒスパニック（ラテン系）は0.30%を占める。
166世帯のうち15.7%は18歳未満の子どもと暮らしており、57.8%は夫婦で生活している。6.0%は未婚の女性が世帯主であり、33.7%は家族以外の住人と同居している。31.9%が独り身世帯で、22.3%を独居老人の世帯が占める。1世帯あたりの平均構成人数は1.99人、家庭の平均構成人数は2.44人である。
住民のうち14.8%が18歳未満の未成年、1.8%が18歳以上24歳以下、18.8%が25歳以上44歳以下、28.2%が45歳以上64歳以下、36.4%が65歳以上となっており、平均年齢は58歳である。女性100人に対して男性が90.8人いる一方、18歳以上の女性100人に対しては83.7人いる。
一世帯あたりの平均収入は2万9091米ドル、家族ごとでは3万5125米ドルである。男性の平均収入は3万0000米ドル、女性の平均収入は2万1250米ドルで、労働者でない人々も含めた住民一人当たりの収入は1万7566米ドルとなる。総人口の7.5%、家族の3.5%、18歳未満の子どもの24.4%、および65歳以上の高齢者の1.8%は貧困線以下の収入で生計を立てている。